# HMS Indomitable (92)
HMS Indomitable (92) là một tàu sân bay của Hải quân Hoàng gia Anh thuộc lớp Illustrious cải tiến. Nó từng hoạt động trong Chiến tranh Thế giới thứ hai tại các chiến trường Ấn Độ Dương, Địa Trung Hải và Viễn Đông; và sau chiến tranh nó bị tháo dỡ vào năm 1955.

## Thiết kế và chế tạo
Lớp tàu sân bay Illustrious được chấp thuận trong Chương trình Hải quân 1937. Thoạt đầu, Indomitable được thiết kế theo cấu hình nguyên thủy của lớp, nhưng sau đó nhanh chóng được cải biến để có thể mang theo được số lượng máy bay nhiều hơn so với những chiếc tàu chị em với nó. Nó được đặt lườn bởi hãng Vickers-Armstrong tại xưởng tàu ở Barrow-in-Furness vào ngày 10 tháng 11 năm 1937, khi nguy cơ chiến tranh đang tiến đến gần. Nó được hạ thủy vào ngày 26 tháng 3 năm 1940 và được đưa ra hoạt động vào tháng 10 năm sau.

## Lịch sử hoạt động

### Ấn Độ Dương
Chiếc tàu sân bay lên đường đi quần đảo West Indies vào tháng 11 năm 1941 trong chuyến hải hành đầu tiên. Tại đây, Indomitable mắc cạn vào một bãi san hô ngầm ở gần Jamaica, cho dù nó được đưa trở lại hoạt động không lâu sau đó. Người ta cho rằng sự chậm trễ ngắn ngủi này đã gây hại đáng kể cho kế hoạch của Hải quân Anh tại Singapore; vì đã có dự định cho Indomitable tham gia cùng thiết giáp hạm HMS Prince of Wales và tàu tuần dương hạng nặng HMS Repulse tại cảng Singapore trong thành phần của một lực lượng răn đe, Lực lượng Cam, chống lại sự xâm lấn của Nhật Bản tại Viễn Đông. Tuy nhiên, căn cứ vào dữ kiện chiếc tàu sân bay còn ở lại khu vực Jamaica vào ngày 3 tháng 11 năm 1941 khi bị mắc cạn, rất khó cho chiếc Indomitable có thể đến được Singapore kịp lúc để có thể yểm trợ trên không cho hạm đội. Để điều đó có thể đạt được, cần phải ra lệnh cho chiếc tàu sân bay khởi hành đi Singapore sớm hơn trước ngày 3 tháng 11. Trong sự kiện này, hai chiếc tàu chiến chủ lực, vốn được đặt tên là Lực lượng Z, đã không thể có được sự yểm trợ trên không thích đáng, và đã bị máy bay Nhật cất cánh từ Sài Gòn đánh chìm khi lực lượng Nhật Bản đổ bộ lên Malaya vào tháng 12 năm 1941.
Vào tháng 1 năm 1942, Indomitable gia nhập Hạm đội Viễn Đông đặt căn cứ tại Ceylon (ngày nay là Sri Lanka), và cũng trong tháng này nó tham gia vận chuyển 48 máy bay Hawker Hurricane của Không quân Hoàng gia Anh đến Singapore ngang qua Java. Sự tăng viện này tỏ ra quá trễ, khi các tư lệnh lực lượng Anh tại Singapore đã đầu hàng lực lượng Nhật Bản một tháng sau đó. Sau khi các thuộc địa khác của Anh tại Viễn Đông, Hong Kong và Miến Điện, cùng bị thất thủ, Indomitable được tái bố trí vào một Hạm đội Viễn Đông mới dưới sự chỉ huy của Đô đốc Sir James Somerville. Indomitable cùng với chiếc tàu chị em với nó Formidable là những tàu sân bay hiện đại duy nhất của hạm đội, là một tài sản quý báu của lực lượng Đồng Minh tại Viễn Đông; chiếc tàu sân bay duy nhất còn lại Hermes đã hoàn toàn lạc hậu.
Vào tháng 4 năm 1942, Đô đốc Somerville dự định đánh chặn lực lượng tàu sân bay Nhật Bản đang Không kích vào Ấn Độ Dương, tuy nhiên những tin tức tình báo không đầy đủ đã khiến ông hủy bỏ cuộc mai phục chỉ vài giờ trước khi Lực lượng Nhật Bản đến nơi. Trong vài ngày tiếp theo sau, Indomitable nằm trong thành phần một lực lượng dự tính sẽ đánh chặn hạm đội Nhật vào ban đêm, khi những chiếc máy bay ném ngư lôi Anh, mặc dù chậm, nhưng được trang bị radar, sẽ có cơ hội tốt nhất để đột kích thành công. Cho dù đã bỏ ra nhiều ngày tìm kiếm nhưng không thể có được một hoạt động đáng kể, cuối cùng Somerville cho rút lui các tàu sân bay nhanh của ông về Bombay. Kết quả là Hermes, chiếc tàu khu trục Australia HMAS Vampire, tàu hộ tống nhỏ HMS Hollyhock cùng hai tàu tuần dương hạng nặng Cornwall và Dorsetshire đã bị đánh chìm do những hoạt động không kích của quân Nhật, cũng như một loạt các tàu buôn khác.
Vào tháng 5 năm 1942, người Anh tung ra chiến dịch Ironclad, cuộc chiếm đóng đảo Madagascar, một thuộc địa của Pháp đang do phe chính phủ Vichy kiểm soát. Chiến dịch này được thực hiện là do có mối lo ngại rằng quân Nhật sẽ chiếm đóng Madagascar và sử dụng nơi đây như một căn cứ tàu ngầm để tấn công các con đường vận chuyển của Đồng Minh tại Ấn Độ Dương.
Indomitable, tàu chị em với nó Illustrious cùng nhiều tàu chiến khác được tập trung về Durban, Nam Phi chuẩn bị cho cuộc chiếm đó. Cuộc tấn công được bắt đầu vào ngày 5 tháng 5 tại vịnh Courrier, chỉ về phía Tây của mục tiêu thực sự. Những chiếc máy bay Sea Hurricane lần đầu tiên thực hiện các hoạt động tác chiến trong chiến đấu, và trong vai trò hộ tống, đã tiêu diệt được ba chiếc máy bay tiêm kích Morane-Saulnier M.S.406 của phe Vichy trên mặt đất. Ngày hôm sau, lính hải quân tung ra cuộc tấn công vào chính thị trấn, và sau cuộc đối đầu căng thẳng kéo dài gần hai ngày đã chiếm được thị trấn chiến lược này.

### Địa Trung Hải

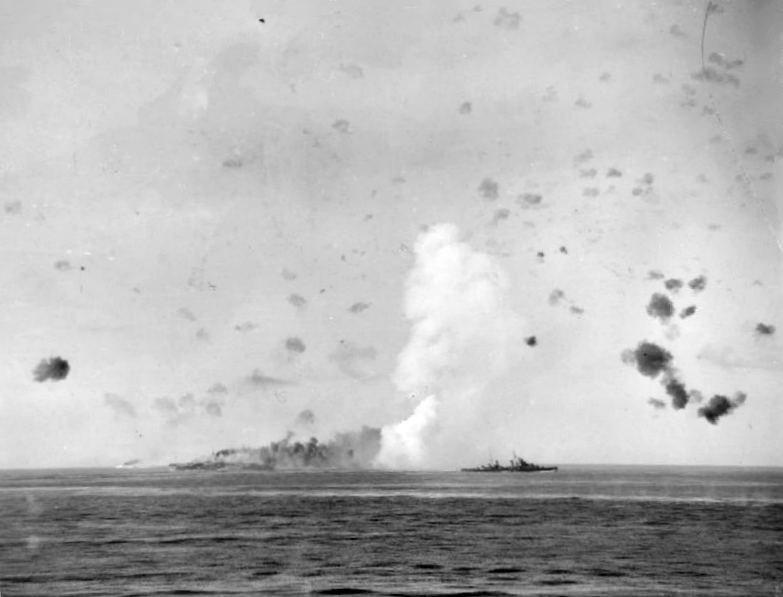
Ngày 12 tháng 8 năm 1942: HMS Indomitable bốc cháy sau khi bị trúng bom. HMS Charybdis đang hộ tống chiếc tàu sân bay

Vào tháng 7 năm 1942, Indomitable quay trở về Anh Quốc, rồi được nhanh chóng đưa ra mặt trận, tham gia Chiến dịch Pedestal hộ tống đoàn tàu vận tải lớn nhất từng đi đến Malta để tiếp viện cho hòn đảo đang bị bao vây này. Đoàn tàu vận tải bao gồm 14 tàu chở hàng và một lực lượng tàu chiến hộ tống lớn nhất từ trước đến nay: Cairo, Charybdis, Eagle, Indomitable, Victorious, Kenya, Manchester, Nelson, Nigeria, Phoebe, Rodney, Sirius cùng 32 tàu khu trục. Một trong những mục tiêu là nhằm cho chiếc tàu sân bay Furious có thể chuyển được những chiếc máy bay tiêm kích Supermarine Spitfire hạ cánh xuống Malta để tăng cường lực lượng phòng không cho hòn đảo; việc này đã được thực hiện thành công vào ngày 11 tháng 8 năm, và Furious an toàn quay trở về Gibraltar.
Trong chiến dịch này, Indomitable bị đánh trúng hai quả bom cùng ba quả khác ném suýt trúng, trong đó một quả bom 500 kg đã xuyên qua lớp vỏ giáp của sàn đáp gây hư hại đáng kể, buộc nó phải rút lui để sửa chữa. Chiếc tàu sân bay đi sang Hoa Kỳ, nơi công việc sửa chữa được hoàn tất vào tháng 2 năm 1943, và nó lập tức quay trở về khu vực Địa Trung Hải. Nó lại bị một máy bay ném bom Junkers Ju 88 phóng trúng một quả ngư lôi vào ngày 15 tháng 6 trong khi đang hỗ trợ cho việc tập trung lực lượng chuẩn bị cho việc đổ bộ lên Sicilia (Chiến dịch Husky), buộc nó lại phải đi đến Mỹ một lần nữa để sửa chữa. Công việc này chỉ kết thúc vào tháng 2 năm 1944.

### Viễn Đông
Indomitable quay trở lại Hạm đội Viễn Đông vào đầu năm 1944. Nó cùng chiếc tàu chị em Victorious tung ra các cuộc không kích nhắm vào Sumatra trong tháng 8 và tháng 9, và kế tiếp là xuống quần đảo Nicobar. Sau đó Indomitable hợp cùng Illustrious không kích xuống Medan, Indonesia và một đợt nữa xuống Sumatra vào ngày 20 tháng 12.
Đầu năm 1945, Indomitable gia nhập Hạm đội Thái Bình Dương. Vào ngày 4 tháng 1, nó cùng chiếc tàu chị em Victorious và một tàu sân bay hạm đội khác là chiếc Indefatigable tấn công Medan. Các hoạt động sau đó bao gồm việc không kích xuống Palembang và một lần nữa vào Sumatra cùng trong tháng 1 năm đó.
Ngày 4 tháng 5, chiếc tàu sân bị một máy bay tấn công cảm tử Kamikaze đánh trúng, nhưng lớp vỏ giáp của sàn đáp đã giúp cho nó tránh bị hư hại nặng. Sang tháng 8, khi chiến tranh kết thúc, Indomitable tham gia vào việc tái chiếm đóng Hong Kong. Máy bay của nó đã thực hiện những phi vụ tác chiến cuối cùng của cuộc chiến trong các ngày 31 tháng 8 và 1 tháng 9 chống lại các xuồng cảm tử Nhật Bản tấn công vào hạm đội Anh.

### Sau chiến tranh
Indomitable quay trở về Anh Quốc vào tháng 11 năm 1945. Đến năm 1947, nó được đưa về lực lượng dự bị; rồi sau đó trải qua một đợt nâng cấp và tái trang bị kéo dài ba năm, từ năm 1947 đến năm 1950. Trong quá trình tái trang bị, người ta nhận ra là các lò hơi của nó có tuổi thọ chỉ được 10 năm, nên ngăn chứa động cơ phải tháo rời ra và chế tạo lại để thay thế các nồi hơi. Sau khi hoàn tất việc tái trang bị, Indomitable được đưa ra hoạt động thường trực cùng Hạm đội Nhà tại khu vực có thời tiết mát hơn nhiều so với thời chiến tranh. Ngày 3 tháng 2, chiếc tàu sân bay bị hư hại đáng kể sau một vụ nổ và cháy trong hầm tàu, những hư hỏng này được bịt kín bằng bê-tông mà không bao giờ được sửa chữa. Nó tham gia cuộc duyệt binh nhân lễ Đăng quang của Nữ hoàng Elizabeth II, rồi sau đó được sử dụng trong thử nghiệm áp dụng hệ thống đèn hướng dẫn hạ cánh thay cho việc ra hiệu bằng tay. Cuối cùng nó cũng được đưa về lực lượng dự bị vào tháng 10 năm 1953; rồi được bán để tháo dỡ vào năm 1955.